# 블랙-숄즈 모형
블랙-숄즈 모형(Black–Scholes model) 혹은 블랙-숄즈-머튼 모형(Black–Scholes–Merton model)은 파생 투자 기법을 포함한 금융시장의 수학적 모형이다. 옵션의 가치를 평가하는 데 이용된다. 해당 주제에 관한 논문을 발표한 경제학자 피셔 블랙, 마이런 숄스, 로버트 C. 머튼의 이름을 땄다.

## 블랙-숄즈 환경
블랙-숄즈 모형은 시장이 최소한 주식과 같은 최소한 하나의 위험자산과 단기금융, 현금, 채권과 같은 하나의 안전자산으로 구성되어 있다고 가정한다. 자산에 관해서는 다음과 같이 정의한다.
- (안전자산) 안전자산의 수익률은 변화가 없다 그러므로 '무위험 수익률'이라고 부른다.
- (랜덤워크) 주식가격의 순간 로그 수익률은 무한한 임의보행이다. 더 자세히 말하자면 기하학적 브라운 운동을 따른다.

## 블랙-숄즈 방정식
{\displaystyle {\partial F \over \partial t}+{1 \over 2}\sigma ^{2}S^{2}{\partial ^{2}F \over \partial S^{2}}+rS{\partial F \over \partial S}=rF}
F: 파생상품의 가격, S: 기초자산의 가격, r: 무위험 이자율, t: 시간, σ: 변동성
블랙-숄즈 모형에서는 차익거래가 불가능하므로 파생상품과 기초자산으로 이루어진 포트폴리오가 같은 기간의 이자 수익률과 같다고 가정하여 식을 정리하면 위와 같이 나타난다. 따라서 위 식을 만족시키는 해가 파생상품의 가격식이 된다.

## 같이 보기
- 열 방정식